# 女競輪王
『女競輪王』（おんなけいりんおう）は、1956年11月に公開された、小森白監督の日本映画。白黒作品。スタンダードサイズ（4：3）。
竹森一男の小説『欲望の広場』が原作。
出演者たちによるレースのシーンは、スタジオにてリアプロジェクションによる実際の選手によるバンク走行シーンの映像をバックに自転車を漕いで撮影している。

## あらすじ
主人公、椎野美樹は魚屋「魚誠」を営む一家の長女。自身は毎日、魚市場と店との間を自転車に跨って峠を越えて往復しており、脚力には自信があった。そんな美樹は、幼いころから持っていた「有名になりたい」という夢を叶えるべく、競輪選手になることを決意。婚約者・健一に対しても、競輪選手になって有名になるまで結婚を先延ばしにしてもらうことを了承してもらうほどであった。
日本競輪学校での三か月間の研修を終え、美樹はまずトップレーサーの渋井に弟子入りを懇願しに行くも、美樹の実力を見抜いていた渋井に断られてしまう。

## スタッフ
以下のスタッフ名等はKINENOTEに従った。
- 監督 - 小森白
- 製作 - 島村達芳
- 原作 - 竹森一男 小説『欲望の広場』
- 脚色 - 杉本彰
- 撮影 - 鈴木博
- 音楽 - 飯田信夫
- 美術 - 加藤雅俊
- 録音 - 村山絢二
- 照明 - 関川次郎

## キャスト
- 前田通子 - 椎野美樹[1]
- 花岡菊子 - 椎野友枝[1]、美樹の母[2]
- 北沢典子 - 椎野正枝[1]
- 杉山弘太郎 - 五十嵐健一[1]、美樹の婚約者[2]
- 小倉繁 - 五十嵐源造[1]
- 沼田曜一 - 倉本信也[1]
- 鮎川浩 - 小西英治[1]
- 江畑絢子 - 小西好子[1]
- 遠山幸子 - 原慧子[1]
- 阿部寿美子 - 渋井三枝子[1]
- 加藤欣子 - 河野菊[1]
- 宮田文子 - 秋山久子[1]
- 江川宇禮雄 - 御手洗彪吉[1]
- 田原知佐子 - 木下由利子[1]
- 野々村律子 - 村越節子[1]
- 児玉一郎 - 菅原[3][2]
- 鈴木信二 - 御手洗の乾分[3][2]
- 広瀬康治 - 御手洗の乾分[3][2]
- 浜野桂子[2]
- 西朱実[2]